# Mots croisés
Pour l’article ayant un titre homophone, voir Maux croisés.
 (août 2015).
Si vous disposez d'ouvrages ou d'articles de référence ou si vous connaissez des sites web de qualité traitant du thème abordé ici, merci de compléter l'article en donnant les références utiles à sa vérifiabilité et en les liant à la section « Notes et références ».
Pour les articles homonymes, voir Mots croisés (émission de télévision) et Mots croisés (film).
Les mots croisés sont un jeu de lettres connu dans le monde entier. Son but est de trouver les mots d'une grille grâce à leurs définitions, en lignes (mots horizontaux) et en colonnes (mots écrits verticalement) : ainsi les mots s'entrecroisent, d'où le nom de « mots croisés ».

## Principe du jeu
Le jeu se déroule sur une grille dont la forme est généralement rectangulaire. La grille est composée de cases blanches et de cases noires. Les cases noires servent de séparateurs, c'est-à-dire que toute série de cases blanches comprise entre deux cases noires correspond à un mot qu'il faut trouver. Toutefois une case blanche unique située entre deux cases noires n'a pas à correspondre à un mot, et n'a donc pas de définition. 
Un amateur de mots croisés s'appelle un « cruciverbiste » (ou un « œdipe »), tandis que l'auteur d'une grille de mots croisés s'appelle un « verbicruciste » ou un « mots-croisiste » (ou un « sphinx »).

## Types et règles selon les pays

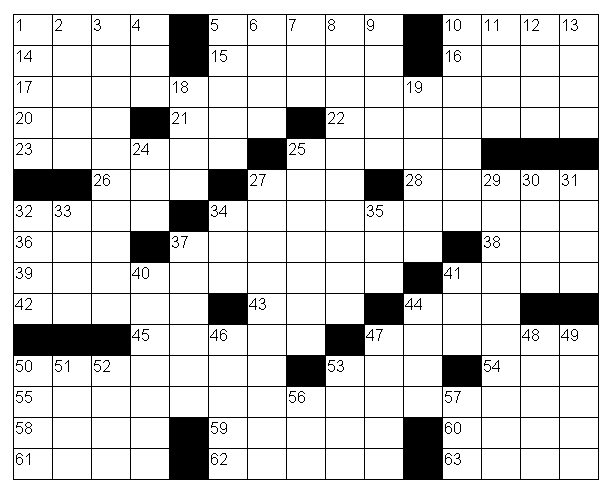
Grille de type américain.

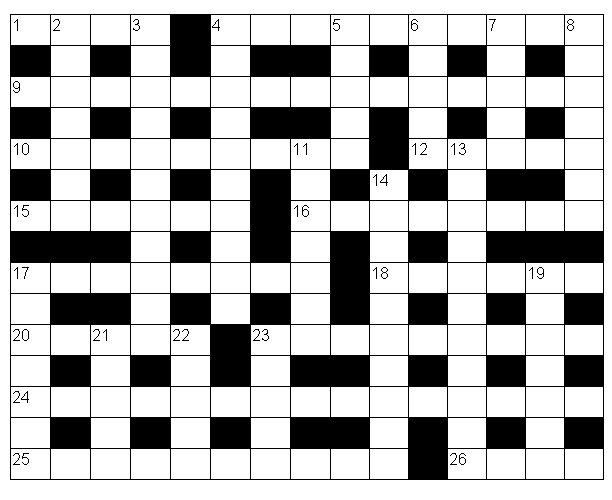
Grille de type anglais.

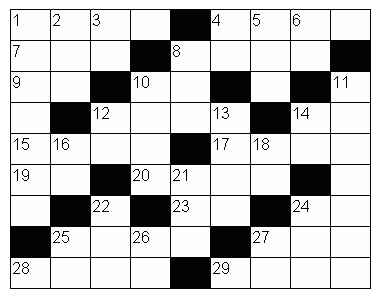
Grille de type japonais.

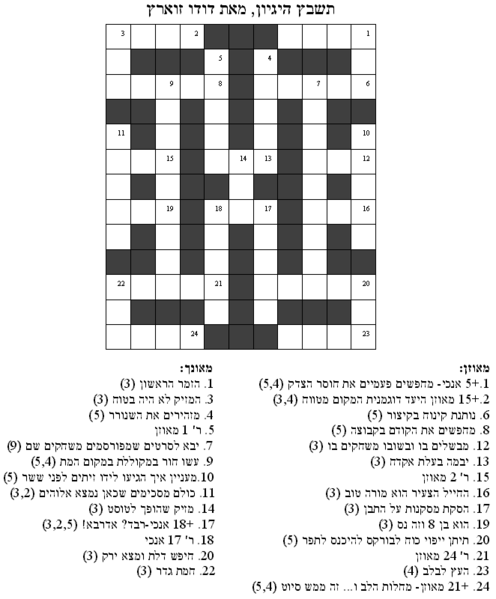
Grille en hébreu.

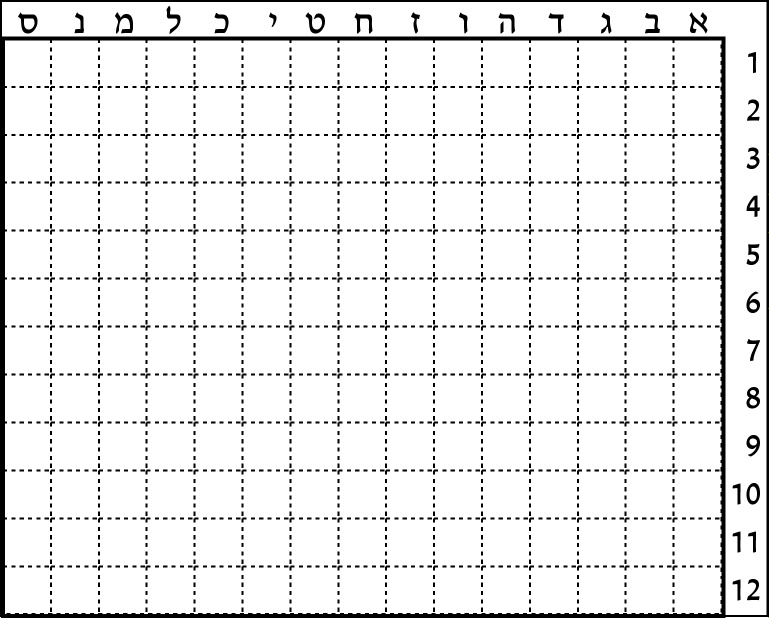
Grille en hébreu de type italien.

### Pays francophones
Les mots croisés en langue française sont généralement plus petits que ceux en langue anglaise et sont de forme carrée ou rectangulaire. Ils comportent en général 8 à 10 lignes et colonnes et totalisent de 81 à 130 cases. Les mots de deux lettres sont tolérés, ce qui n’est pas le cas pour les mots croisés anglophones.
Les accents et la plupart des signes diacritiques sont ignorés. Par exemple, en français, le Ê, du mot ÊTRE, peut doubler l'une quelconque des lettres É, È et E du mot THÉORÈME, les deux mots étant écrits ETRE et THEOREME.

### États-Unis
Dans les mots-croisés américains, les grilles sont carrées et symétriques selon une rotation de 180°. Ainsi, si la grille est retournée tête en bas, le dessin formé par les cases noires est identique à celui de la position initiale.
Chaque mot contient au moins trois lettres. Le nombre de cases noires est généralement limité au sixième du nombre total de cases.

### Royaume-Uni et Australie
Le design des grilles est similaire à celui des États-Unis, c’est-à-dire qu’en général les grilles sont symétriques. Par contre, le nombre de cases noires est beaucoup plus important, pouvant aller jusqu’à la moitié du nombre de cases. Généralement il n’y a pas de pavés de cases blanches.

### Italie
Les grilles italiennes sont généralement rectangulaires et plus grandes que les grilles francophones, les 13 × 21 étant la taille habituelle. Elles ne sont pas symétriques, comme en France, les mots de deux lettres sont également autorisés et le nombre de cases noires est minimisé. Les noms communs et propres sont autorisés, ainsi que les infinitifs et participes passés des verbes. Il en est de même pour les abréviations. Dans les grilles de grandes dimensions, il est usuel de mettre au centre de la grille des phrases composées de deux à quatre mots.
Comme pour les grilles en français, les accents et la plupart des signes diacritiques sont ignorés.

### Allemagne
La forme des mots croisés allemands s’apparente à celle des mots croisés anglais, sans pavé de cases blanches.
En ce qui concerne l’orthographe, les umlauts ä, ö, et ü sont remplacés par ae, oe et ue. De même, l'eszett ß est remplacé par ss.

### Espagne
La forme des mots croisés espagnols s’apparente aussi à celle des mots croisés anglais.
En ce qui concerne l’orthographe, les digrammes Ch et LL étaient considérés chacun comme une seule lettre en espagnol jusqu'en 1994, mais ont toujours occupé deux cases.

### Japon
Outre la symétrie à l’américaine, le design des grilles japonaises suit souvent deux règles complémentaires : les cases noires sur les côtés sont réduites au minimum (en général une seule) et les cases de chaque coin sont toujours blanches.
Les règles d’orthographe sont particulières, du fait de la spécificité du système d'écriture de la langue japonaise. Dans chaque case blanche est placé un katakana (l'un des deux syllabaires japonais) et non un caractère comme dans la plupart des autres langues.
Des mots croisés à remplir avec des kanjis sont également produits, mais en très petit nombre car ils sont difficiles à construire. Les trois types d’écritures japonaises — le hiragana, le katakana et le kanji — ne sont que rarement mélangées au sein d’une même grille.

### Israël
L'hébreu s'écrit et se lit de droite à gauche et possède un alphabet consonantique (abjad) de vingt-deux lettres. Les voyelles ne sont donc pas transcrites en tant que caractères. Elles sont soit comprises par le contexte, soit entrées en tant que signes diacritiques. Ceci peut conduire à certaines ambiguïtés sur certains mots. Les concepteurs précisent souvent ainsi que les solutions doivent être entrées avec ou sans voyelles.
Par ailleurs, l’hébreu se lisant de droite à gauche, mais les chiffres romains étant écrits de gauche à droite, des ambiguïtés peuvent aussi apparaître dans la description des longueurs de mots, particulièrement lorsque la solution comprend une phrase avec plusieurs mots. Différents concepteurs et publications précisent les conventions en usage pour résoudre leurs grilles.

## Repérage
Pour indiquer aux cruciverbistes l'emplacement dans la grille des mots correspondant aux définitions, le verbicruciste utilise l'un des deux systèmes suivants :
- ou bien numéroter chaque ligne et chaque colonne de la grille ; il peut y avoir d'ailleurs plusieurs variantes, puisque les colonnes peuvent être numérotées en chiffres arabes (1, 2, 3, etc.) ou en chiffres romains (I, II, III, etc.) ou même en lettres majuscules (A, B, C, etc.), et il en est de même pour les lignes. Le plus souvent, et c'est plus commode pour le cruciverbiste car cela lui évite des confusions, le système utilisé pour les lignes est différent de celui des colonnes ;
- ou bien numéroter « à l'anglaise », c'est-à-dire surcharger (en chiffres écrits tout petits) les cases initiales de tous les mots (horizontaux et verticaux), ce système étant en général réservé aux grilles de grandes dimensions.

## Règles pour les mots croisés francophones
Les mots croisés sont un des rares jeux n'ayant pas vraiment de règles strictes. Autour d'une grille, il n'y a que deux joueurs qui généralement ne se voient pas et ne se connaissent pas. L'un pose le problème, tandis que le second cherche à le résoudre.
Cependant un verbicruciste talentueux s'efforce de respecter plus ou moins les règles suivantes (mais rares sont ceux qui les respectent toutes exactement) :
- Ne pas trop charger la grille en cases noires ; une proportion de 19 % est assez courante : 25 % est le signe d'un travail d'amateur ou bâclé, tandis que 6 % relève de l'exploit. Certains verbicrucistes comme Roger La Ferté privilégient le strict respect de la langue et composent des grilles comportant de 12 à 15 % de cases noires ; d'autres préfèrent s'astreindre à des grilles plus « blanches », quitte à s'autoriser quelques libertés avec le langage (par exemple, en acceptant des termes d'argot). Dans le Nouvel Observateur, Jacques Drillon ne publiait pratiquement que des grilles de 10 x 10 ne comportant que 6 ou 7 cases noires[4]. Dans les pays anglophones, l'aspect « casse-tête » est privilégié et la proportion de cases noires est en moyenne nettement plus importante qu'en France. De plus, depuis Robert Scipion, le pourtour entier de la grille doit être vierge de cases noires[4].
- Proposer autant que possible des définitions subtiles (par exemple : « suit le cours des rivières » qui, selon Tristan Bernard, définit « DIAMANTAIRE »), énigmatiques, fallacieuses ou amusantes : les jeux de mots et les calembours, même approximatifs ou de mauvais goût, sont souvent appréciés (par exemple le mot « GNÔLE » peut être défini par « donnait des tripes à nos hommes »). Certaines définitions sont carrément méchantes : « Avenir d'un célibataire parasite au décès du dernier parent » donne « SDF ». Jacques Drillon indique qu'une définition idéale doit contenir deux informations pour donner deux indices se confirmant l'un l'autre, ainsi qu'un piège jouant sur l’ambiguïté (les mots français ont souvent plusieurs sens permettant d'emmener le joueur dans la mauvaise direction). Par exemple, « Tube de rouge » (Robert Scipion) pour le mot « INTERNATIONALE ». La définition sans piège aurait pu être « chant de communiste ». Jacques Drillon fait l'analogie avec le cavalier aux échecs : deux pas en avant, un pas de côté – il cherche le synonyme et le décale –. Une autre possibilité est également de donner deux indices en faisant croire n'en donner qu'un : « Capable » pour le mot « APT »[4].
- Respecter une certaine rigueur grammaticale : par exemple, un verbe transitif indirect ne peut pas être défini par un verbe (ou une expression verbale) transitif direct, et réciproquement (par exemple « respecter » pour « obéir », ou inversement).
- Ne pas chercher à terminer une grille délicate en recourant à un dictionnaire pour y trouver un mot inconnu (en général un nom propre), car le cruciverbiste entraîné apprécie de pouvoir résoudre une grille en utilisant sa culture générale mais sans avoir à disposer lui-même d'un dictionnaire. Une règle implicite veut que l'auteur n'utilise qu'au plus une fois un mot dont il ne connaît pas la définition et indique entre parenthèses « Rare »[4].
- Limiter l'usage de certaines facilités : sigles rares, mots écrits phonétiquement (par exemple « NRV » défini comme « irrité (phonétiquement) »), mots tronqués appelés « chevilles » (par exemple « BATA » défini comme chef de bataillon, ou « OIR » défini comme fin de non-recevoir, ou « RRA » défini comme milieu de terrain), ou, pire encore, lettres extraites d'un même mot, mais non successives (par exemple : « BSN » défini comme pris de boisson). Jacques Drillon considère que les meilleurs auteurs en laissent dans une grille, en s'en tirant avec élégance (par exemple « Eve le remettrait sur pied » pour « REL » car rel+ève donne relève, ou encore « Il lui manque effectivement une jambe » pour « ANPUTE » de Perec)[4].
- Traditionnellement, un mot osé doit avoir une définition correcte, tandis qu'une définition salée renvoie à un mot correct[4].
- S'interdire les mots en désordre, sauf s'ils donnent lieu à un joli jeu de mots, comme « UEM » défini par « ému et bouleversé » (Georges Perec).

En revanche, les cruciverbistes apprécient généralement que les verbicrucistes s'autorisent à :
- fournir des définitions qui ne soient pas systématiquement des définitions au sens strict, comme celles des dictionnaires, mais plutôt des propriétés du mot à rechercher ;
- proposer des définitions appréciées (pour leur subtilité), bien qu'elles semblent contredire l'une des règles énoncées ci-dessus : ainsi, « AINE » défini comme centre d'entraînement ou comme fin de semaine est tout à fait correct car ici le verbicruciste n'a pas cédé à la facilité (puisque le mot « AINE » existe bien en tant que tel et correspond même à deux homonymes), mais s'est amusé avec ces définitions trompeuses ;
- laisser planer le doute sur la présence ou l'absence d'un féminin ou d'un pluriel : ainsi, la définition « Facile d'abord » peut être proposée pour l'adjectif « LIANT » au masculin ou au féminin mais uniquement au singulier, tandis que « d'un abord facile » peut convenir indifféremment pour « LIANT », « LIANTE », « LIANTS » ou « LIANTES » ;
- laisser planer le doute sur la catégorie grammaticale du mot à trouver ; il y a deux façons d'organiser un doute grammatical :
  - soit en utilisant dans la définition un mot qui lui-même présente (au moins) deux formes homonymes appartenant à deux catégories grammaticales différentes ; voici trois exemples : la définition « Crevasse » peut correspondre soit au verbe « MOURUSSE » (à l'imparfait du subjonctif), soit au nom commun « GERÇURE » ; de même, la définition « Couvent » peut correspondre aussi bien au verbe « ENTOURENT » (indicatif présent à la troisième personne du pluriel) qu'au nom « MONASTÈRE » ; enfin, la définition « Avions » peut renvoyer à « POSSÉDIONS » (indicatif imparfait) ou encore aux « LATÉCOÈRES » qui volaient pendant l'entre-deux-guerres ;
  - soit en s'autorisant une licence par approximation. Il est généralement admis qu'une définition telle que « Tombe des nues » peut désigner non seulement un verbe à la troisième personne du singulier de l'indicatif présent (comme « CHUTE »), mais aussi un nom ou encore un adjectif. Toutefois, ce type de licence, s'il est toléré et même apprécié par les cruciverbistes débutants, ne devrait pas en principe figurer dans une grille réputée difficile : pour les joueurs chevronnés, il convient plutôt d'écrire « Il tombe des nues » si l'on veut indiquer un nom (tel que « PARACHUTISTE » ou « PORTE-JARRETELLES »), ou « Qui tombe des nues » si l'on veut définir un adjectif (comme « PLUVIAL » ou « SIDÉRÉ ») ; dans Le Nouvel Observateur, Jacques Drillon a rompu avec cette licence. Il trouve peu fair-play, et somme toute peu utile, de laisser planer le doute sur la nature grammaticale du mot à trouver. S'il s'agit d'un verbe, il le définit par un verbe (ou une locution verbale) ; s'il s'agit d'un adjectif, il le définit par un adjectif (ou une locution adjectivale). Il juge que l'astuce doit suffire à égarer les joueurs, sans qu'il soit besoin de les laisser hésiter sur la nature du mot ;
  - le moyen le plus courant pour ce type d'approximation utilise une définition contenant, comme ci-dessus, une forme verbale à la troisième personne du singulier de l'indicatif (présent ou imparfait) ; c'est notamment le cas du célèbre « Vide les baignoires et remplit les lavabos » de Renée David[4] qui définit brillamment le mot « ENTRACTE » ; le second moyen est un peu moins ambigu : utilisant une forme adjectivale, il peut correspondre soit bien sûr à un adjectif, soit à un nom (mais pas à un verbe) ; donnons pour exemple « habitué au soleil » qui peut faire penser à « HÂLÉ » ou « BRONZÉ » mais aussi à « ACROBATE » ou « GYMNASTE ». De Tristan Bernard, on peut donner aussi l'exemple célèbre suivant : « PIANO » défini par « moins cher quand il est droit ».

## Résolution
Il est rare que le cruciverbiste trouve les solutions à toutes les définitions dès la première lecture. Aussi doit-il très souvent recourir à la déduction ou à l'élimination. Les astuces les plus simples sont les plus classiques : elles consistent, par exemple, à placer toutes les terminaisons féminines ou plurielles (mais il y a parfois des pièges), les R terminaux des verbes à l'infinitif (mais attention aux verbes du troisième groupe…), ainsi que les définitions habituelles de mots courants pour le cruciverbiste (mais plutôt rares ou même carrément inconnus de Monsieur et Madame Tout le Monde) :
- Sur la Tille : Is (en référence à Is-sur-Tille),
- Bête à manger du foin : Io,
- On l'a à l'œil : Cil,

ainsi que les possessifs en deux lettres qui se terminent nécessairement par A.
Les cruciverbistes « débutants » commettent généralement quatre sortes d'« erreurs » :
- chercher à tout prix à commencer la grille par la « potence », c'est-à-dire par les mots horizontal et vertical qui commencent sur la première case (à gauche) de la première ligne ;
- « papillonner » en écrivant des mots dispersés à l'intérieur de la grille ;
- multiplier les erreurs, en écrivant prématurément des mots incertains (qui ne sont pas encore croisés avec d'autres mots – et donc pas confirmés –), ce qui complique beaucoup la correction ultérieure de ces fautes ;
- écrire au stylo, au lieu d'utiliser un crayon (et une gomme…).

À l'opposé, le cruciverbiste chevronné cherche à attaquer une grille nouvelle dans ses zones de moindre résistance (en général, la dernière ligne et la dernière colonne de la grille, car il peut s'y trouver des lettres terminales faciles à trouver comme les S des pluriels, les E des féminins ou les T de certains adverbes ou formes conjuguées), et il n'écrit un mot que lorsqu'il a au moins une confirmation (sinon davantage pour les cas qui paraissent les plus douteux) par croisement. En outre, il s'efforce de remplir la grille en respectant une stratégie de croissance progressive où l'ensemble des mots déjà écrits forment à tout moment un groupe unique et compact.

## Variantes
Une variante des mots croisés s'appelle les mots fléchés (arroword en anglais) que certains puristes préfèrent nommer « mots flèches », ou mots croisés suédois (la Suède les ayant inventés) : fondamentalement, la seule différence est que les définitions, au lieu d'être placées à côté de la grille, sont logées à l'intérieur des cases noires qui jouxtent la première lettre des mots à trouver. En pratique, les mots fléchés sont plutôt d'un niveau de difficulté moins élevé que les mots croisés, car généralement la place est insuffisante, dans les cases noires, pour loger des définitions subtiles (d'autant plus qu'une proportion assez grande de ces cases noires doit contenir non pas une mais deux définitions). Importés en France d'Allemagne par Jacques Capelovici, ils sont considérés comme un moyen d'initiation aux mots croisés.
Il existe une autre variété de mots croisés : les « grilles muettes », dans lesquelles l'emplacement des cases noires n'est pas connu à l'avance. Dans une version un peu moins difficile, il est prévu d'indiquer, soit le nombre de cases noires présentes dans chaque ligne et chaque colonne, soit seulement le nombre total de cases noires. En pratique, on peut constater que les définitions présentes dans les grilles muettes sont rarement d'un très grand niveau de difficulté.
Début 2009, Jérémy Arki crée les Mots fléchés bilingues : ils consistent à faire deviner un mot en français avec une définition en anglais, et vice-versa, dans une grille où mots français et anglais se mêlent. Les cases rouges appellent un mot en anglais et les cases bleues appellent un mot en français. Ses grilles paraissent depuis le 17 juillet 2009, tous les week-ends, dans Le Monde 2 puis dans Le Monde Magazine. Elles sont de format 9x9 et contiennent des définitions courtes, étant donné la taille des cases. Les mots contenus dans les grilles de niveau facile sont pour la plupart des mots du vocabulaire quotidien mais pas transparents, les définitions étant les simples traductions. Les grilles de niveau intermédiaire s'apparentent à des grilles de mots fléchés classiques françaises de niveau 2-3. Enfin, le niveau difficile laisse à l'auteur plus de liberté dans l'utilisation des cultures française et anglo-saxonne ainsi que dans le choix des mots contenus dans les grilles ; certaines de ces grilles difficiles sont à thème.

## Origine et histoire des mots croisés
Les ancêtres des mots croisés sont les « mots carrés » : constitués de grilles comportant autant de lignes que de colonnes et dépourvues de cases noires, ils ne donnaient lieu qu'à une seule liste de définitions, car les mots placés dans l'ordre des lignes successives se retrouvaient aussi dans l'ordre des colonnes successives.

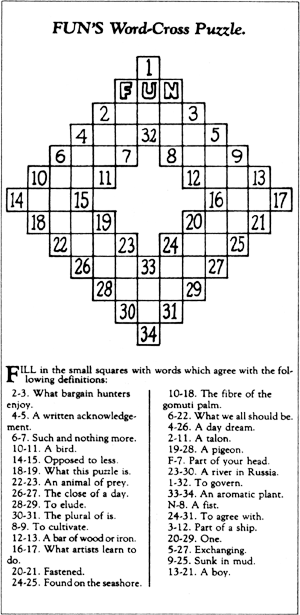
La première grille de mots-croisés, créée par Arthur Wynne, publiée dans le New York World du 21 décembre 1913.

C'est l'Anglais Arthur Wynne qui, par l'invention des cases noires, permit au jeu de se développer pleinement, en permettant la dissymétrie lignes/colonnes et en multipliant à l'infini les combinaisons (formes variées des grilles, croisements multiples, mots de longueurs différentes, présence possible de plusieurs mots par ligne ou par colonne, etc.). Sa première grille fut publiée le 21 décembre 1913 dans le supplément du New York World, le Fun.
Son idée fut reprise onze ans plus tard par l'Anglais Morley Adams qui sut voir, mieux que lui, le parti que l'on pouvait en tirer. Le 2 novembre 1924, la première grille de mots croisés britannique est publiée dans le Sunday Express. Cette grille avait été en fait achetée à Arthur Wynne.
En France, la première grille a été publiée le 9 novembre 1924 par l'hebdomadaire Dimanche-Illustré, sous le nom de « Mosaïque mystérieuse ». Dès 1925, Le Gaulois puis l'Excelsior publièrent de nouvelles grilles.
Notons pour l'anecdote le rôle, toujours sujet à débat, joué par les mots croisés lors… du Débarquement. Pendant la guerre, à Londres, un membre des forces armées habilité à connaître les secrets du jour J a constaté avec effroi que certains noms de codes improbables, par exemple Utah, Omaha, Neptune, Mulberry et Overlord, étaient apparus à plusieurs reprises et à peu de jours d'intervalle, peu avant le 6 juin 1944, dans les solutions des mots croisés de The Daily Telegraph qu'il avait l'habitude de résoudre chaque matin en allant travailler. L'auteur des mots croisés du DT (de 1925 à 1962), Leonard Dawes, a priori paisible professeur, fut promptement arrêté et longuement interrogé, mais rien de probant ne put être établi contre lui et l'on conclut officiellement à une extraordinaire coïncidence. Néanmoins, les dernières recherches historiques tendraient à revenir sur ces conclusions.

## Mots courts
Les mots courts de moins de trois lettres sont seulement tolérés dans les mots croisés francophones.

### Une lettre
Une des grilles les plus amusantes de Georges Perec ne contient qu'une case, avec pour définitions :
- Horizontalement : Voyelle
- Verticalement : Consonne
  - Solution : y (y est considérée linguistiquement comme une semi-consonne. On appelle ce son « yod »).

### Io
Le mot « Io » rend de très grands services aux verbicrucistes ; aussi s'efforcent-ils, pour éviter de lasser les cruciverbistes, d'en varier le plus possible les définitions. Voici par exemple les vingt-huit définitions qu'en a donné Georges Perec (Michel Laclos dit en posséder plus de 400) : 
1. A vu pis
2. A fini sur le plancher
3. Victime de la traite des blanches
4. Aurait pu faire meuh
5. N'a pas aimé sa nouvelle robe
6. Si elle avait été espagnole, elle aurait massacré le français
7. Aurait pu faire son beurre
8. Aurait pu faire carrière dans un beuglant
9. Ah, la vache !
10. A été mise à l'Argus…
11. Cœur de lion
12. 2 sur 5
13. On l'a envoyée paître
14. A fini sur le pré
15. Se termine avec brio
16. S'en est mis plein la panse
17. Eut la tête près du bonnet
18. Pratiqua l'amour vache
19. On lui a fait une vacherie
20. S'est trouvée toute bête
21. On lui a fait les cornes
22. Morceau de brioche
23. En voiture mais en marche arrière
24. Voyelles
25. Une rouge et une bleue[A 1]
26. Aurait dû ruminer sa vengeance
27. Ça lui a fait un effet bœuf
28. Fut mis en taure
29. Prêtresse en sabots

Et Michel Laclos renchérit :
1. Un premier cas de vache folle (de rage)
2. A dû se résoudre à déjeuner sur l'herbe
3. Aurait été divine dans le rôle de la bête humaine
4. A été tendre avant d'être bête
5. Belle bête
6. Aurait moins voyagé si on n'avait pas piqué sa robe
7. N'a jamais quitté son plancher
8. L'amour la rendit bête
9. N'était pas plus belle à poil !

### Communes en deux lettres
Les villes d'Eu, Is-sur-Tille et Ay sont fréquemment citées, mais Is-en-Bassigny semble être ignoré des verbicrucistes.

## Records

Grille record sans case noire établie en 2004 par J. C. Meyrignac.

- La plus grande grille sans case noire : pendant longtemps, une grille remarquable de 7 × 7 établie par Gabriel Raymond en 1989 et publiée dans Le Nouvel Observateur en 1994 a détenu le record des mots croisés sans case noire. Elle figure dans l'édition 2000 du Livre Guinness des records. Mais avec l'avènement d'ordinateurs puissants et la sagacité de certains, celui-ci a été battu plusieurs fois. Claude Coutanceau détient le record, établi en juin 2010, de la plus grande grille ne comportant aucune case noire : une grille 9 × 9[10]. Des grilles 9 × 9 ont été découvertes, deux en 1996 par Laurent Bartholdi et trois en 2007 par Brice Allenbrand, mais elles sont toutes symétriques : les mots verticaux se retrouvant à l'horizontale, ce sont en fait des mots carrés.

En 2024, Régis Petit a publié les plus grandes grilles de mots croisés conçues sans case noire (grilles 12x12, 11x11, 10x10 et 9x9) connues en français, anglais, italien, espagnol, latin, serbe, croate, hongrois et hébreu ( http://www.regispetit.fr/liens.htm#mot).
- Le plus grand nombre de grilles : le verbicruciste le plus fécond de l’histoire est Roger Squires d'Ironbridge, Shropshire, Royaume-Uni. Le 14 mai 2007, il publia sa 66 666e grille, soit l’équivalent de deux millions de définitions[11].
Il est également l’un des quatre concepteurs à avoir publié des grilles à double force dans les journaux The Times, The Daily Telegraph, The Guardian, le Financial Times et The Independent. Il détient aussi le record du mot le plus long utilisé dans une grille de mots croisés. Il s’agit du nom de commune gallois : Llanfairpwllgwyngyllgogerychwyrndrobwllllantysiliogogogoch qui comporte 58 lettres. Sa définition est une anagramme de ces lettres.
- La plus grande grille : en 1996, Didier Clerc de Grenoble, France, et Pierre-Claude Singer d'Albertville, France, finalisent la plus grande grille de mots croisés jamais réalisée toutes langues confondues (160 000 cases, 50 139 mots et définitions). Elle est homologuée par le Livre Guinness des records le 28 février 1997.
- La définition la plus courte : un 1 horizontal et un I vertical faite de POLYTECHNIQUE (défini par X) et PATTEDOIE (défini par Y)[4].